# Eumedonia
Genre
Eumedonia est un genre paléarctique de lépidoptères (papillons) de la famille des Lycaenidae et de la sous-famille des Polyommatinae.

## Systématique
Le genre Eumedonia a été décrit par l'entomologiste allemand Walter Forster en 1817, à l'époque en tant que sous-genre de Polyommatus.
Son espèce type est Eumedonia eumedon (Esper, 1780).
Le genre est classé dans la famille des Lycaenidae, la sous-famille des Polyommatinae et la tribu des Polyommatini.
Eumedonia a été considéré par de nombreux auteurs comme un sous-genre ou un synonyme d’Aricia Reichenbach, 1817. Toutefois, des études sur la phylogénétique moléculaire des Polyommatini ont montré que ces deux taxons sont moins étroitement apparentés qu'on ne le supposait, et ont donc conduit à réhabiliter Eumedonia en tant que genre. 
Eumedonia serait le groupe frère du genre Plebejidea.

## Liste des espèces
Selon Funet :
- Eumedonia annulata (Elwes, 1906)
- Eumedonia astorica (Evans, 1925)
- Eumedonia eumedon (Esper, 1780) — l'Argus de la sanguinaire
- Eumedonia kogistana (Grum-Grshimailo, 1888)
- Eumedonia lamasem (Oberthür, 1910)
- Eumedonia persephatta (Alphéraky, 1881)
- Eumedonia privata (Staudinger, 1895)